# Vida cotidiana (álbum)
Vida Cotidiana es el décimo álbum de estudio del músico colombiano Juanes. Fue lanzado el 19 de mayo de 2023 a través de Universal Music Latino.
El álbum marca un regreso a sus raíces rockeras después de que sus dos álbumes anteriores experimentaran con nuevos géneros. Juanes dijo a Rolling Stone, "Me di cuenta de que necesitaba volver a mi forma natural de hacer música. Esto es lo que soy".

## Antecedentes
El álbum fue escrito durante la pandemia de COVID-19, que, según Juanes, le ayudó a conectar con la realidad de su hogar. La mayor parte del álbum reflexiona sobre la relación de Juanes con su mujer y sus hijos: acostumbrado a pasar largas temporadas fuera de casa debido a su carrera, Juanes vivía por primera vez con su familia las 24 horas del día debido a los encierros de COVID-19. También aprovechó el tiempo para tomar clases virtuales, estudiando guitarra con Tomo Fujita del Berklee College of Music, armonía con Guillermo Vadalá, canto con el profesor de canto Eric Vetro, y poesía con Alexis Díaz Pimienta.

## Recepción crítica
El álbum fue galardonado con dos premios Grammy, coronando a Juanes como el colombiano con más premios Grammy: un Grammy Anglo en la categoría "Mejor álbum rock o alternativo" y un premio Grammy Latino a "Mejor canción rock" para la pista "Gris" presente en el mismo.
Ernesto Lechner, de Rolling Stone, describió el álbum como "único e inspirador", y lo calificó como "el esfuerzo más sincero de Juanes hasta la fecha".

## Lista de Canciones
| N.º   | Título                                | Duración |  |
| 1.    | «Mayo»                                | 3:35     |  |
| 2.    | «Veneno»                              | 3:09     |  |
| 3.    | «Más»                                 | 3:52     |  |
| 4.    | «Canción Desaparecida (con Mabiland)» | 2:50     |  |
| 5.    | «Ojalá»                               | 3:13     |  |
| 6.    | «Cecilia (con Juan Luis Guerra)»      | 3:28     |  |
| 7.    | «Gris»                                | 3:09     |  |
| 8.    | «Amores Prohibidos»                   | 3:15     |  |
| 9.    | «Vida Cotidiana»                      | 3:02     |  |
| 10.   | «El Abrazo»                           | 3:06     |  |
| 11.   | «Vuelo»                               | 2:46     |  |
| 35:31 |                                       |          |  |

| Vida Cotidiana — Deluxe version |                           |          |  |
| N.º                             | Título                    | Duración |  |
| 12.                             | «Semilla»                 | 3:16     |  |
| 13.                             | «La Versión En Mi Cabeza» | 3:13     |  |
| 42:00                           |                           |          |  |